# Karminroter Kapuzinerkäfer
Der Karminrote Kapuzinerkäfer (Bostrichus capucinus, Syn.: Bostrychus capucinus) wird auch Roter Kapuzinerkäfer oder nur Kapuzinerkäfer genannt. Er ist der imposanteste der etwa fünfzehn auch in Mitteleuropa heimischen Arten der Familie der Bohrkäfer (Bostrichidae), die hauptsächlich in den Tropen verbreitet ist. Der auffällig gefärbte Käfer bevorzugt warme trockene Gebiete und ist nicht scheu.

## Bemerkungen zu Namen und Systematik
Seinen Artnamen capucinus (lateinisch capucīnus Kapuziner) sowie den deutschen Namen Kapuzinerkäfer verdankt der Käfer dem Umstand, dass er den Kopf unter dem Halsschild wie unter einer Kapuze versteckt hält. Der Namensteil „Karminrot“ bezieht sich auf die Farbe der Flügeldecken des Käfers. Der Gattungsname Bóstrychus, von altgriechisch βόστρυχος bóstrychos „Haarlocke“; bei Aristoteles das Männchen des Leuchtkäfers, geht auf Geoffroy zurück, der die Gattung zwischen den Rüsselkäfern und den Buntkäfern einordnet. Er schreibt: „Nous lui avons donné le nom de bostrichus, à cause de son corcelet qui est velu et chargé de petits poils, qui à la loupe paroissent frisés“ (deutsch: „Wir haben ihm den Namen Bostrichus gegeben wegen seines Brustschilds, der rau und mit kleinen Haaren bedeckt ist, welche unter der Luppe gekräuselt erscheinen“). Nachdem weitere Arten der Gattung in eigene Gattungen gestellt wurden, ist der Kapuzinerkäfer die einzige Art der Gattung. Die Erstbeschreibung erfolgte durch Linnaeus 1758 in der berühmten 10. Auflage seines Systema naturae, wobei die Art noch zu der Sammelgattung Dermestes gestellt wurde.

## Beschreibung des Käfers
Der Käfer variiert in der Körpergröße beträchtlich, gewöhnlich wird er zwischen acht und dreizehn Millimeter lang. Er zeigt die für die Familie charakteristische längliche walzenförmige Gestalt mit dem voluminösen Halsschild, unter dem der kleine Kopf verborgen ist.
Die Mundwerkzeuge zeigen nach unten. Die Kiefertaster sind viergliedrig, die Lippentaster dreigliedrig. Die Fühler enden in einer dreigliedrigen losen Fühlerkeule (in Abb. 2 unten gut sichtbar). Sie sind nicht abgewinkelt (gekniet). Dies unterscheidet die Bohrkäfer von den Borkenkäfern, bei denen ähnlich gestaltete Arten vorkommen.
Der aufgeblähte Halsschild trägt oberseits raspelartige Zähne, die vorn seitlich besonders markant ausgebildet sind. Die Form der Zähne variiert jedoch individuell und nutzt sich im Alter ab. Halsschild, Brust und erstes Sternit sind schwarz.
Die Flügeldecken sind gewöhnlich orangerot bis ziegelrot, können aber auch teilweise oder sehr selten ganz schwarz sein (Aberration luctuosus).
Es sind von unten nur 5 Hinterleibsringe (Abdominalsternite) sichtbar. Das erste Abdominalsternit ist etwa gleich lang wie das zweite. Sein Fortsatz läuft zwischen den Hinterhüften keilförmig zu einer Lamelle zusammen. Die Hinterleibsternite sind bis auf das angedunkelte erste rot (Abb. 2 oben).
Die Hinterhüfthöhlen sind ungerandet.
Die Tarsen sind alle fünfgliedrig, das erste Tarsenglied ist jedoch so klein, dass es übersehen werden kann. Das zweite Tarsenglied ist sehr groß und größer als das dritte, dieses wiederum größer als das vierte (am besten bei den Hinterbeinen in Abb. 1 oben sichtbar). Das Krallenglied ist wieder kräftig ausgebildet. Insgesamt sind die Tarsen etwa so lang wie die Schienen.
|                                 |                                |
| Abb. 1: Entfaltung der Flügel   | Abb. 2: Verschiedene Ansichten |
|                                 |                                |
| Abb. 3: Larve, Pfeil auf Stigma | Abb. 4: Ausschlupflöcher       |

## Bau der Larve
Wie alle im Holz lebenden Käferlarven ist die Larve (Abb. 3) bleich und weichhäutig. Nur der kleine rundliche Kopf mit den Mundwerkzeugen ist stark chitinisiert und dunkel gefärbt.
Der Brustabschnitt ist kugelig verdickt und zeigt seitlich ein großes Stigma (Abb. 3, grüne Pfeilspitze). Am Brustabschnitt sitzen drei Beinpaare. Der Hinterleib ist nach vorn gekrümmt.
Im Unterschied zu den ähnlichen Larven der Nagekäfer haben die Larven des Kapuzinerkäfers und der anderen Arten der Familie nach vorn weisende viergliedrige Fühler.

## Biologie
Der Käfer ist in lichten Wäldern, an Weinbergen, an Holzlagern, auch in Wohnungen zu finden. Er hält sich vorwiegend an der Basis der Stämme oder an trockenen Wurzeln auf. Er wird an Eiche, Weinreben und zu den Rosengewächsen gehörenden Bäumen gefunden, seltener an Buche und Pappel. Die Imago nagt an Holz.
Die Käfer können sich fliegend fortbewegen (Abb. 1 unten). Sie sitzen gern unbewegt auf in der Sonne liegendem Holz oder bewegen sich ruckartig um kleine Strecken. Bei Beunruhigung laufen sie schnell weg oder lassen sich fallen.
Trifft ein Männchen auf ein paarungswilliges Weibchen, so beginnt die Balz. Andernfalls läuft das Weibchen schnell davon.
Bei der Balz betastet das Männchen das Weibchen erst mit den Fühlern, dann mit den Vorderbeinen. Danach stellt es sich hinter das Weibchen und betrillert mit den Vordertarsen die Spitzen der Flügeldecken des Weibchens seitlich, während es mit Lippen- und Kiefertastern das Körperende des Weibchens abtastet. Wenn das Weibchen ruhig verharrt, dreht sich das Männchen zur Paarung um 180°, so dass sich das Hinterleibsende von Männchen und Weibchen berühren. Mit schräg nach oben angehobenen Hinterleibsenden beider Partner erfolgt die Kopulation.
Dauer und Erfolg der Kopulation wird weitgehend durch das Weibchen bestimmt. Durch die abgewandte Stellung kann beispielsweise bei einer ruckartigen Bewegung des Weibchens das Männchen die weibliche Geschlechtsöffnung nicht mehr finden oder das Weibchen zieht während der Kopulation das Männchen hinter sich her, bis die Kopulation abbricht. Bei ungestörter Kopulation hebt das Männchen wiederholt seine Hintertarsen vom Boden, reibt sie aneinander und schlägt sie gegen den Bauch der Partnerin.
Nach der Kopulation sucht das Weibchen eine geeignete Stelle für die Ablage der Eier auf. Sie bevorzugt frischtotes Holz, das in gesundem Zustand geschlagen wurde und deswegen viel Kohlenhydrate enthält. Auch Wurzelholz von Bäumen, die bei Stürmen entwurzelt wurden, wird gerne angenommen. Das Holz muss sonnig liegen, da bei Fäulnis die für den Käfer verwertbaren Stoffe zerstört werden. Zuerst mit den Fühlern und den Tastern der Mundwerkzeuge, dann mit der sensorischen Spitze der Legeröhre werden Risse im Holz auf ihre Eignung geprüft. Ist eine geeignete Stelle gefunden, werden mit der langen Legeröhre drei bis vier Eier jeweils im Abstand einer halben Minute abgelegt. Nach einer Pause können an der gleichen Stelle nach derer erneuten Prüfung wieder einige Eier abgelegt werden, oder es wird eine andere Stelle aufgesucht. Die Eier werden nur wenig unter die Holzoberfläche gelegt, insgesamt zwischen 50 und 500 Eier.
Die Larven entwickeln sich in hartem totem Holz. Sie bohren dort großvolumige Gänge, die sich beliebig kreuzen. Die Bohrgänge sind dicht mit dem sehr feinen Bohrmehl gefüllt. Die Entwicklung kann abhängig vom Angebot an Nährstoffen mehrere Jahre dauern, im Regelfall dauert die Entwicklung der Larve jedoch 11 Monate. Da mehrere Generationen hintereinander das gleiche Holzstück bewohnen können, kann dies in seinem Innern vollständig zu Bohrmehl zernagt werden. Die Ausschlupflöcher sind kreisrund (Abb. 4).
Auch die adulten Tiere können im Holz bohren. Die dabei aufgenommenen Kohlenhydrate werden durch symbiontische Mikroorganismen für die Verdauung aufgeschlossen. Diese wandern im mütterlichen Geschlechtstrakt in die Eizellen ein und werden so auf die Nachkommen übertragen.

## Vorkommen und Verbreitung
Die Art ist in Mitteleuropa nicht häufig bis selten. In den roten Listen wird sie gewöhnlich unter Kategorie 3 (gefährdet) geführt. Sie bevorzugt hier Eichensplint und Obstholzarten, man findet sie auch häufig an trockenen Wurzeln oder Weinstöcken in Wärmegebieten. Durch die Verarbeitung befallenen Holzes können sie auch in Holz- und Möbellagern auftreten.
In Europa fehlt der Käfer gebietsweise und wird nach Norden hin zunehmend selten. Die Art ist jedoch paläarktisch von Nordafrika über Europa bis Asien verbreitet.

## Belege